# Ermita de San Martín (Viana)
La ermita de San Martín o San Martín de Tidón en Viana en Navarra (España) es una ermita católica data en el siglo XII.

## Historia
Los orígenes de este templo se remontan a la romanización del territorio. Durante la restauración realizada en 2010, en los alrededores de la ermita, se encontraron restos arqueológicos datables en la época de Imperio Romano, como cerámicas, lucernas y teselas, así como una moneda acuñada en plata durante el reinado del emperador Gordiano (siglo III).
Se cree que pudo ser un templo romano, convertido posteriormente en iglesia. En el ábside, que es la parte más antigua de la actual ermita, hay numerosos sillares romanos reutilizados.
Esta ermita fue la iglesia de la antigua aldea de Tidón, una modesta población surgida probablemente en la época romana y que evolucionó posteriormente a aldea medieval. Las referencias escritas más antiguas referidas a esta aldea datan del año 1027 cuando formó parte de una donación del rey Sancho el Mayor a la Catedral de Pamplona.

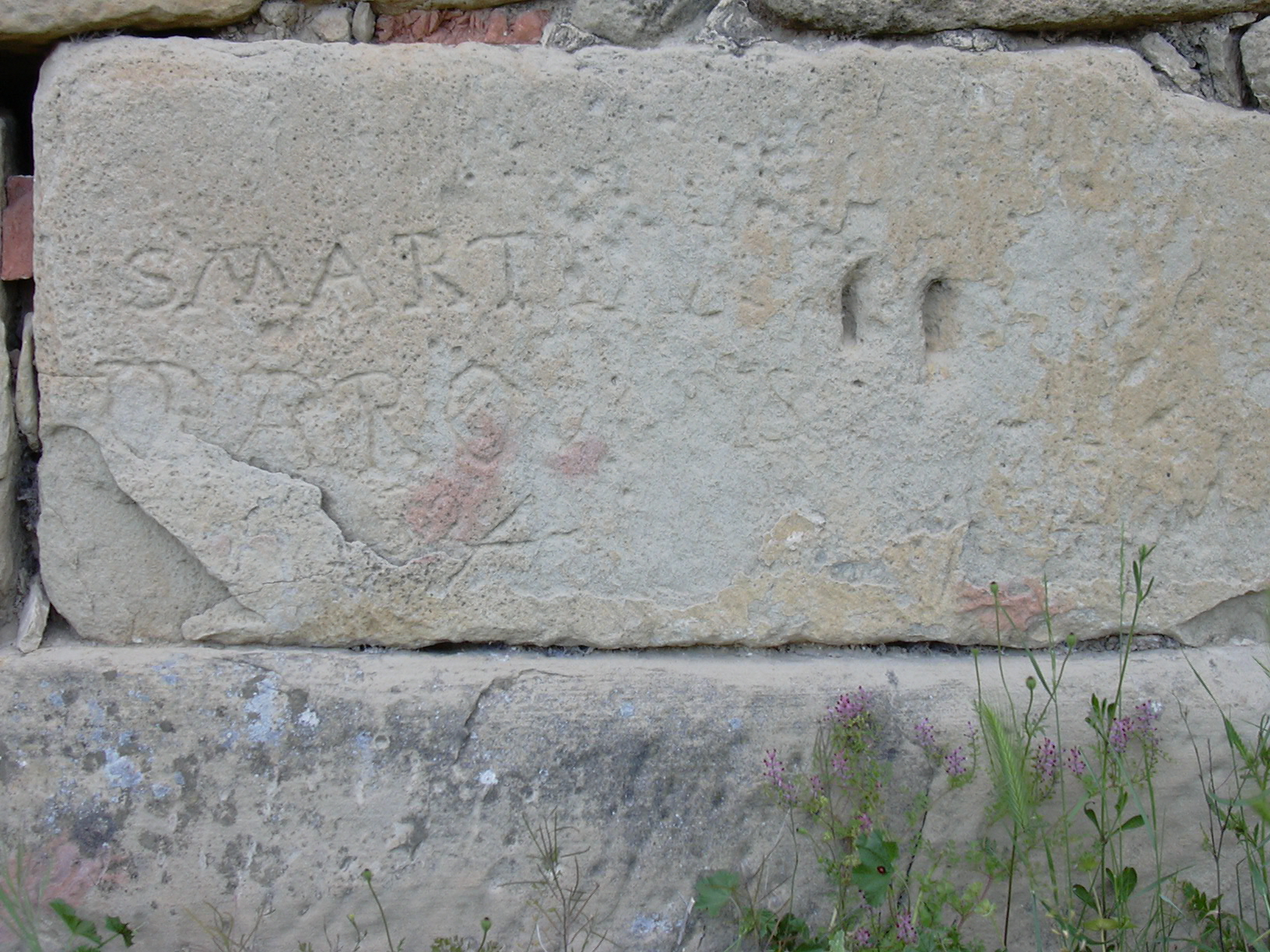
Sancte Martine ora pro nobis 1134

La actual ermita se suele datar en el año 1134, debido a una inscripción borrosa e incompleta que se halla en uno de los sillares. Esta inscripción reza S MARTI..N / ORA PRO N…IS /.134, lo que se ha interpretado como Sancte Martine ora pro nobis 1134. La advocación de la iglesia, dedicada a San Martín de Tours, puede relacionarse con la afluencia de peregrinos procedentes de Francia donde era un santo muy venerado. No en vano la iglesia y la aldea de Tidón se encontraban en un ramal secundario del Camino de Santiago.
La iglesia fue construida en dos fases principalmente que se corresponden al siglo XII y XIII. 
En 1219 la aldea de Tidón fue anexionada por la recién creada villa de Viana, ubicada a poco más de un kilómetro de distancia y sus habitantes marcharon a poblar Viana donde ocuparon una de las calles de la localidad, que pasó a llamarse calle Tidón, en recuerdo del lugar de procedencia de sus habitantes. Este nombre se conserva en la actualidad. Tidón quedó convertido en despoblado, conociéndose a partir de entonces como paraje de San Martín de Tidón y su antigua iglesia quedó degradada a la condición de ermita. 
A mediados del siglo XX la ermita se encontraba ya en un estado ruinoso. Una restauración realizada a fondo en 2010 permitió la recuperación del monumento. El presupuesto de la obra ascendió a 475.000 euros, financiado en su mayor parte por el Ayuntamiento de Viana, 300.000, y también por los vecinos, a través de Caja Navarra, 175.000.

## Descripción
La ermita se ubica en una terraza entre los riachuelos Valdevarón y Valdeibáñez, en un paraje conocido como San Martín, a kilómetro y medio de distancia del centro de Viana.
Se trata de una iglesia de modestas dimensiones, construida enteramente en piedra tallada. Su planta se compone de dos tramos rectangulares construidas en épocas diferentes. 
El primer tramo, que forma el ábside de la iglesia, es la parte primitiva románica del templo. Fue construida en el siglo XII y suele darse 1134 como fecha de la consagración del templo, por la inscripción que puede leerse en uno de los sillares. Se trata de un cuadrado de cabecera plana en la que se abre una ventana con arco de medio punto apoyado interiormente en arista viva. En el exterior este arco está formado por baquetones de billetes que se apoyan sobre columnas de bases sencillas, fustes monolíticos y capiteles alargados. El hueco de la ventana está atravesado por una abertura a modo de arpillera, que está tallada en una sola pieza. La cabecera de la iglesia está dotada de dos grandes contrafuertes.

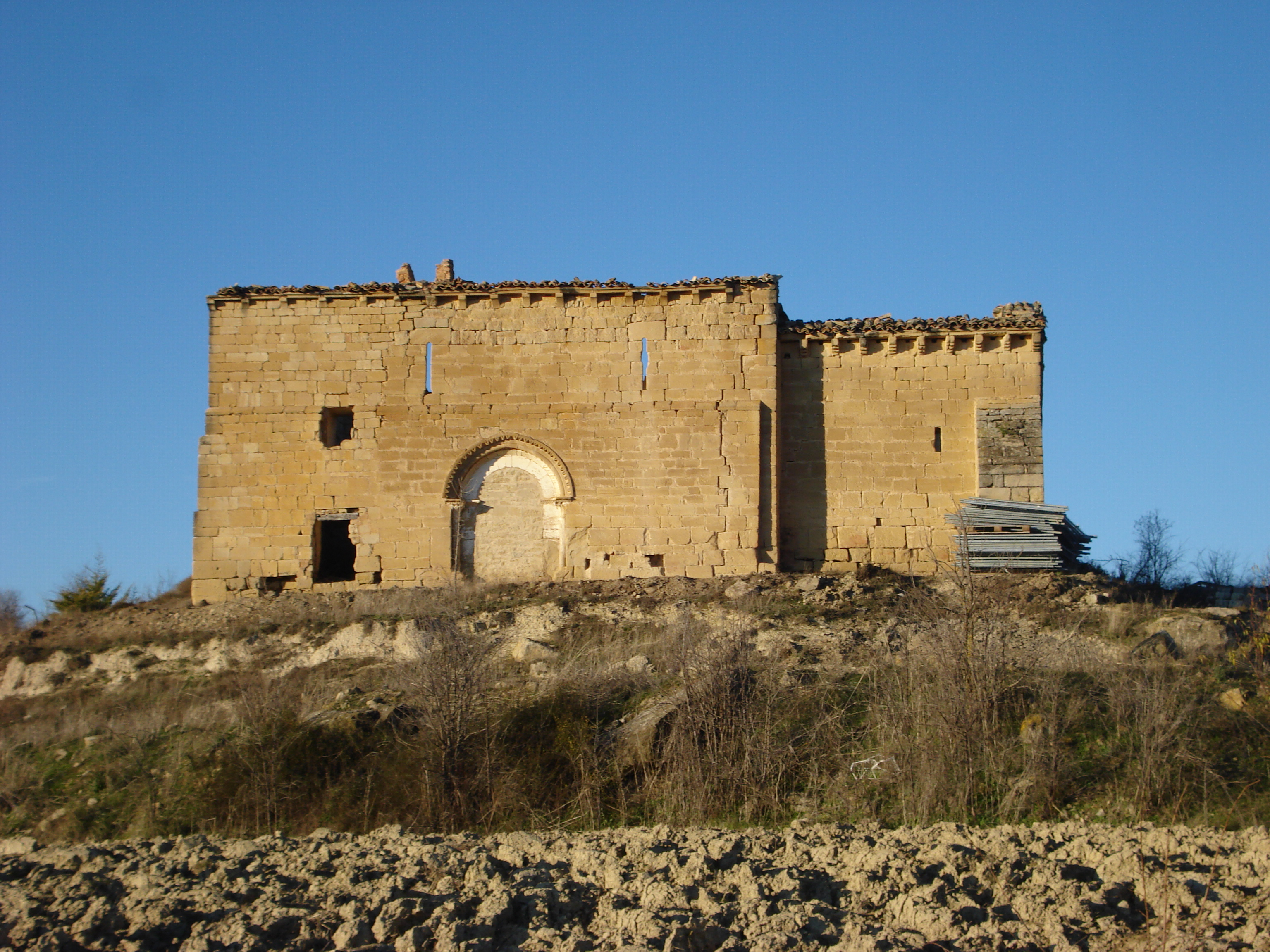
San Martín, antes de la restauración

El segundo tramo rectangular de la iglesia es de construcción posterior. Se trata de una nave con un vano alargado y estrecho de estilo cisterciense que carece de bóveda.Su cubierta es de madera. En el lateral sur de la iglesia se abre una portada de estilo gótico. Esta portada está formada por dos arcos, uno de medio punto en arista viva y otro algo apuntado de perfil circular, que cae sobre dos columnas de fuste monolítico rematado por capiteles de vegetación estilizada. Carece de tímpano, la arquivolta está decorada con cabezas de clavo, y los dos arcos están separados por una faja de cuadrados en rehundido. La iluminación se resuelve mediante dos pequeñas ventanas de medio punto sin decoración, estrechas al exterior y abiertas interiormente, que van colocadas en la fachada sur a ambos lados de la portada.

## Patrimonio de la Humanidad.
En 2015, en la aprobación por la Unesco de la ampliación del Camino de Santiago en España a «Caminos de Santiago de Compostela: Camino francés y Caminos del Norte de España», España envió como documentación un «Inventario Retrospectivo - Elementos Asociados» (Retrospective Inventory - Associated Components) en el que en el n.º 424 figura esta ermita.